# Surrounded by Spies
Surrounded by Spies è un singolo del gruppo musicale britannico Placebo, pubblicato il 9 novembre 2021 come secondo estratto dall'ottavo album in studio Never Let Me Go.

## Descrizione
Pubblicato in concomitanza con l'annuncio di Never Let Me Go, come il singolo precedente è stato anticipato da un post sui social network dove ne è stato rivelato titolo e data d'uscita.

Come dichiarato dal frontman Brian Molko, il testo è stato scritto utilizzando la tecnica cut-up ed è stato ispirato dal comportamento molesto di alcuni suoi vicini di casa:

## Video musicale
Il video, diretto da Gregg Houston, è stato diffuso il 18 novembre 2021 e, a detta di Rhian Daly di NME, trasmette una sensazione di paranoia continua in linea con i testi.

## Tracce
Testi e musiche di Brian Molko e Stefan Olsdal.
Download digitale
1. Surrounded by Spies – 5:14
2. Beautiful James – 4:08

7"
- Lato A

1. Beautiful James

- Lato B

1. Surrounded by Spies

## Formazione
Hanno partecipato alle registrazioni, secondo le note di copertina di Never Let Me Go:
Gruppo
- Brian Molko – voce, chitarra, sintetizzatore, loop, drum machine, percussioni
- Stefan Olsdal – basso, chitarra, sintetizzatore Boutique, pianoforte, cori

Altri musicisti
- Adam Noble – programmazione
- William Lloyd – programmazione
- Pietro Garrone – batteria

Produzione
- Placebo – produzione
- Adam Noble – produzione, ingegneria del suono, missaggio
- William Lloyd – ingegneria del suono
- Robin Schmidt – mastering
- Stefan Olsdal – ingegneria del suono aggiuntiva